# Cali Condors
Los Cali Condors (Cóndores de California en español) son una franquicia estadounidense de natación profesional, que participa en la Liga Internacional de Natación. Tiene sede en la ciudad de San Francisco (California), integra la Conferencia Americana y su clásico rival es LA Current.

## Historia
El club se creó en 2018 y se nombró Cóndores en honor al Gymnogyps californianus, un ave en peligro de extinción.

## Rendimiento
En la temporada inicial el equipo peleó por el liderazgo de su conferencia desde el inicio y terminó como el mejor equipo estadounidense, en tercer lugar.

## Plantel 2020
Si no se indica la nacionalidad, es estadounidense. Se cita solo el Estilo más destacado.

### Mujeres
| Nadadora        | Edad    | Estilo   |
| --------------- | ------- | -------- |
| Kelsi Worrell   | 30 años | Mariposa |
| Allison Schmitt | 34 años | Crol     |
| Olivia Smoliga  | 30 años | Medley   |

### Varones
| Nadador          | Edad    | Estilo |
| ---------------- | ------- | ------ |
| Caeleb Dressel   | 28 años | Crol   |
| Kacper Majchrzak | 32 años | Crol   |
| Tomás Peribonio  | 29 años | Medley |

## Ex nadadores destacados
La canadiense Kylie Masse estuvo en 2019, se marchó a los Toronto Titans en la siguiente temporada.